# 2016年の台風

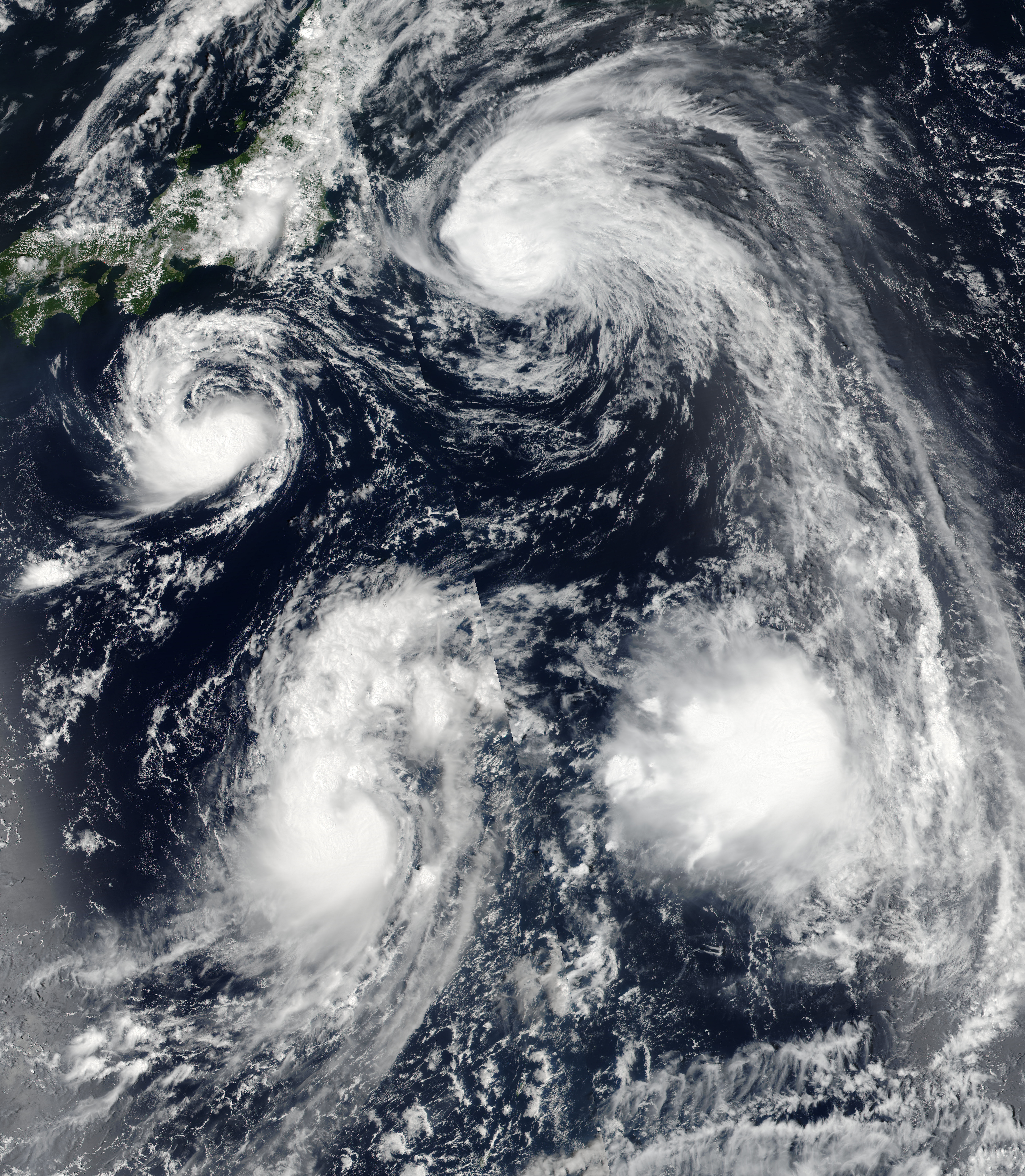
マリアナ諸島に存在する台風9号、日本の南の台風10号と解析された熱帯低気圧と東の台風11号（8月20日）

2016年の台風（2016ねんのたいふう、太平洋北西部及び南シナ海で発生した熱帯低気圧）のデータ。データは基本的に気象庁の情報に基づくが、気象庁が熱帯低気圧としていないものについては、合同台風警報センター（JTWC）のみに因る。
2015年12月23日に熱帯低気圧が消滅して以来、2016年5月26日までおよそ5か月間に渡って熱帯低気圧が発生しなかった。2016年はエルニーニョ現象が終息に向かっていたため、北西太平洋では例年より非常に強い太平洋高気圧に覆われ、熱帯低気圧が発生しにくい状況が続いていた。
そのため、この年は台風1号の発生が7月3日と記録的に遅く、最初の台風発生が7月にまでずれ込んだのは1998年以来18年ぶりであり、1951年の統計開始以降では2番目に遅い台風1号の発生となった。しかしその後、それまでの状況に反して、7月下旬以降、台風や熱帯低気圧の発生ペースが上がり、7月24日から30日にかけての1週間で台風が3個発生するなどした。8月と9月には平年を上回る月間7個の台風が発生し、10月に4個、11月に3個、12月に1個の台風が発生したため、最終的に年間の発生数は26個と平年並みになった。すなわち、最初の台風発生が非常に遅かった割には、それ以降は台風が一貫してハイペースで発生したことにより、7月から12月までの半年に満たない期間に、1年あたりの平年並みの数の台風が発生したことになる。
日本への影響においては、接近数が平年並みの11個、上陸数は統計史上2位タイの多さとなる6個であった（7号・9号・10号・11号・12号・16号）。
8月中旬には太平洋北西部に3個の台風（9号・10号・11号）が同時に存在していたことがあった。8月には太平洋高気圧が日本の東にあったため日本付近を北上する台風が相次ぎ、7号・11号・9号の順で北海道に上陸し（9号は本州に上陸した後の再上陸）、1年に3個の台風が北海道に上陸するのは初めてとなった。また台風10号は観測史上初めて東北地方の太平洋側に上陸し、北日本に大きな豪雨被害をもたらした。最終的に1年間の日本への上陸数は6個となり、観測史上2位となった。また、台風の最大風速に満たない（18m/s未満）の熱帯低気圧も多発した。台風2号や10号、11号など、日本近海や北緯30度前後で発生した台風や、台風3号や8号、15号のように、中国大陸のすぐそばで発生するなど、台風の発生位置は比較的高緯度である場合が多かった。
記録的な発生の遅さとなった台風1号は、台風1号にして史上初めて「猛烈な」勢力となり、台風1号としては過去最強となった。台風1号の最低気圧は900hPaであったが、このほかにも最低気圧が900hPa以下となった台風が2個（合計3個）発生しており、9月の台風14号は890hPa、10月の台風22号は900hPaにまでそれぞれ発達し、最低気圧が900hPa以下の台風が1年で複数個発生したのは1991年以来25年ぶりであり、さらに3個以上の発生は1983年以来33年ぶりであった。また、台風において800hPa台の中心気圧が記録されたのは2013年の台風30号以来3年ぶりであった。
なお、台風10号において事後解析で発生日が速報値より大幅に後倒しに修正されたため、その結果台風11号のほうが発生が先だったという、台風番号と発生日時の逆転現象が2009年の台風7号と台風8号のケース以来7年ぶりに発生した。

## 台風の日本上陸数
| 上陸数が多い年 | 上陸数が多い年                                   | 上陸数が多い年 | 上陸数が少ない年 | 上陸数が少ない年                                        | 上陸数が少ない年 |
| 順位           | 年                                               | 上陸数         | 順位             | 年                                                      | 上陸数           |
| -------------- | ------------------------------------------------ | -------------- | ---------------- | ------------------------------------------------------- | ---------------- |
| 1              | 2004年                                           | 10             | 1                | 2020年 2008年 2000年 1986年 1984年                      | 0                |
| 2              | 2016年 1993年 1990年                             | 6              | 6                | 2023年 2009年 1995年 1987年 1980年 1977年 1973年 1957年 | 1                |
| 5              | 2019年 2018年 1989年 1966年 1965年 1962年 1954年 | 5              |                  |                                                         |                  |

## 月別の台風発生数
| 1月 | 2月 | 3月 | 4月 | 5月 | 6月 | 7月 | 8月 | 9月 | 10月 | 11月 | 12月 | 年間 |
| --- | --- | --- | --- | --- | --- | --- | --- | --- | ---- | ---- | ---- | ---- |
|     |     |     |     |     |     | 4   | 7   | 7   | 4    | 3    | 1    | 26   |

## 「台風」に分類されている熱帯低気圧

### 台風1号（ニパルタック）
201601・02W・ブッチョイ
太平洋上で発生した低圧部99Wが次第に勢力を強め、合同台風警報センター（JTWC）は7月1日にヤップ島の東南海上で形成が始まった熱帯擾乱について注視し始めた。気象庁は2日9時（協定世界時2日0時）に熱帯低気圧になったとして継続的な観測を開始。JTWCはこの熱帯低気圧が24時間以内に急速に成長する可能性があるとして、同日15時30分（協定世界時6時30分）にTCFA（熱帯低気圧形成警報）を発した。熱帯低気圧は3日9時（協定世界時3日0時）にカロリン諸島の北緯8.9度、東経144.9度で台風となり、アジア名ニパルタック（Nepartak）と命名された。
台風になってからは北西に進み、4日夕方にはマリアナ諸島を通過。4日から5日にかけての24時間で中心気圧が39ヘクトパスカル低下するなど勢力を強め、5日朝には「強い」台風になった。また、同日の現地時間11時（協定世界時3時）、フィリピン大気地球物理天文局(PAGASA)は台風がフィリピンの監視領域に達したため、フィリピン名ブッチョイ（Butchoy）と命名している。フィリピンの東の海上を進んだ1号はその後も勢力を強めて同日21時（協定世界時12時）には「非常に強い」台風となり、6日9時（協定世界時6日0時）には「猛烈な」台風へと発達。台風1号としては、統計史上初めて「猛烈な」台風となった。
現地時間8日5時50分（協定世界時7日21時50分）、1号は台湾の台東県太麻里郷に上陸し、死者3名のほか多数の負傷者を出した。9日に福建省から上陸した1号は、同日15時に華南の北緯24.8度、東経118.5度で熱帯低気圧になったが、死者69人、家屋の損壊8,300棟に加えて、70億元（約1100億円）の直接被害を出した。

### 台風2号（ルピート）
201602・04W
7月21日頃、南鳥島近海で形成が始まった低圧部が、22日21時(協定世界時22日12時)に熱帯低気圧に成長した。23日9時（協定世界時23日0時）、気象庁は台風に発達する可能性があるとして熱帯低気圧情報を発表開始した。合同台風警報センター（JTWC）はSubtropical Depression（亜熱帯低気圧）と解析し、風速が熱帯低気圧の基準に達しても番号を割り当てなかったが、23日21時（協定世界時23日12時）に熱帯低気圧番号04Wを割り当てた。そして24日3時(協定世界時24日18時)、気象庁はこの低気圧が北緯28.9度、東経157.1度で台風の勢力に発達したと解析し、台風はアジア名ルピート(Lupit)と命名された。
台風は高緯度の海域で発生したため、勢力を強めることなく、25日3時（協定世界時24日18時）に日本のはるか東の北緯37.2度、東経159.5度で温帯低気圧になった。

### 台風3号（ミリネ）
201603・05W
7月24日頃にフィリピン西部で発生した低圧部が南シナ海へと西進。気象庁は25日9時（協定世界時25日0時）に熱帯低気圧へと成長したとして観測を開始。合同台風警報センター（JTWC）は25日18時（協定世界時25日9時）に熱帯低気圧形成警報（TCFA）を発した。そして、熱帯低気圧は26日15時に北緯18度30分、東経112度10分で台風となり、アジア名ミリネ(Mirinae)と命名された。
3号は27日未明に中国の海南島に上陸して島を縦断。トンキン湾に出たのち、同日夜にベトナムのニンビン省付近に再上陸し、28日15時にベトナムの北緯21.2度、東経105.0度で熱帯低気圧に変わった。

### 台風4号（ニーダ）
201604・06W・カリナ
| 台風通過後の香港の様子 |  | 台風通過後の香港の様子 |
| 台風通過後の香港の様子 |  |                        |

7月26日にミンダナオ島の東で形成が始まった96Wについて、7月28日21時（協定世界時28日12時）に気象庁はこの低圧部が発達したと見て、熱帯低気圧に昇格。合同台風警報センター（JTWC）は29日10時30分（協定世界時29日1時30分）に熱帯低気圧形成警報（TCFA）を発令し、フィリピン大気地球物理天文局（PAGASA）は現地時間29日11時（協定世界時29日3時）にフィリピン名カリナ（Carina）と命名。JTWCは30日0時（協定世界時29日15時）に熱帯低気圧番号06Wを割り当てた。30日15時、06Wはフィリピンの東の北緯15.5度、東経125.8度で台風となり、アジア名ニーダ(Nida)と命名された。4号はフィリピン北部を直撃した後中国大陸に接近し、香港国際空港では8月1日から2日に掛けて数百便の欠航が発生。香港天文台は警戒レベル「シグナル8」を発した。そして現地時間の2日午前4時頃に広東省の大鵬半島付近に上陸したのち、2日21時（協定世界時2日0時）に華南（北緯23.9度、東経110.8度）で熱帯低気圧になった。
台風の直撃を受けたフィリピン北部では30日、 東ミンドロ州プエルトガレラのサバン桟橋の沖合いで小型船が転覆して乗員乗客11人が救助され、同日夜には西ビサヤ地方のイロイロなどで土砂崩れが発生して108人が被害を受けた。また31日には、イロコス地方のバタック市街地で竜巻が発生して建物に被害が出たほか、ヌエヴァ・ヴィスカヤ州バヨンボンで豪雨に伴う落石による怪我人が発生している。

### 台風5号（オーマイス）
201605・07W
8月1日頃にマリアナ諸島近海で発生した低圧部が、3日15時(協定世界時3日6時)に熱帯低気圧に発達。4日15時には台風に成長し、アジア名オーマイス(Omais)と命名された。
5日21時（協定世界時5日12時）には大型の台風となったが、6日夜まで小笠原諸島近海にほぼ停滞。その後、ゆっくりとした速度で北上して日本の東の海上を進んだが、台風により南海上の暖かい空気が流れ込んだため、8日には全国各地で猛暑となった。北上を続けた5号は、10日3時（協定世界時9日18時）に千島列島近海の北緯44度、東経151度で温帯低気圧となった。

### 台風6号（コンソン）
201606・08W
8月4日にウェーク島の西の海上で発生した熱帯擾乱について、7日21時（協定世界時7日12時）に気象庁は熱帯低気圧へと成長したとして観測を開始。合同台風警報センター（JTWC）は8日18時（協定世界時8日9時）に熱帯低気圧番号08Wを割り当てた。08Wは9日3時（協定世界時8日18時）にウェーク島近海の北緯17度05分、東経160度20分で台風となり、アジア名コンソン（Conson）と命名された。その後6号は南鳥島近海を北上、北海道東部へと接近したのち、15日8時頃に根室半島付近を通過し、9時に北海道の東の北緯44度、東経146度で温帯低気圧になった。

### 台風7号（チャンスー）
201607・09W
8月10日にフィリピンの東で形成が始まった低気圧93Wについて8月11日15時（協定世界時11日6時）、気象庁は熱帯低気圧として観測を開始した。同日21時、台風に発達する可能性があるとして熱帯低気圧情報の発表を開始し、合同台風警報センター（JTWC）は12日6時30分（協定世界時11日21時30分）にTCFA（熱帯低気圧形成警報）を発令。13日15時（協定世界時13日6時）に熱帯低気圧番号09Wを割り当てた。09Wは14日3時（協定世界時13日18時）にマリアナ諸島（北緯20.9度・東経142.9度）で台風となり、アジア名チャンスー（Chanthu）と命名された。台風はやや発達しながら15日から16日にかけて小笠原諸島及び伊豆諸島の東海上を北上し、17日2時前後に千葉県銚子市沖を通過して関東地方に最接近した後、本州の東岸を北上。同日9時に中心気圧980hPa・最大風速30m/sとなって最盛期を迎え、暴風域を形成した。これは、台風の構造が温帯低気圧に変わる過程で寒気を取り込み、温帯低気圧として発達したためだと考えられる。台風は17日正午には三陸沖を通過し、さらに北上して17時30分頃に北海道の襟裳岬（様似町）付近に上陸。その後18日3時にオホーツク海（北緯47.7度・東経144.6度）で温帯低気圧に変わった。
この台風は、2016年に最初に日本に上陸した台風であったと同時に、9年ぶりに北海道に上陸した台風、そして1993年の台風11号以来23年ぶりに（本州などに上陸せず）、北海道に直接上陸した台風となった。

### 台風8号（ディアンムー）
201608・11W
8月15日15時(協定世界時15日6時)、南シナ海で発生し、低気圧番号95Wを与えられた低気圧について、。合同台風警報センター(JTWC)は18日2時30分(協定世界時17日17時30分)にTCFA(熱帯低気圧形成警報)を発した。
熱帯低気圧は18日3時に南シナ海の北緯21.1度、東経112.2度で台風になり、アジア名ディアンムー(Dianmu)と命名された。台風は雷州半島を横断したのちトンキン湾へ抜け、上陸したベトナムの北緯20.8度、東経104.8度で19日21時に熱帯低気圧に変わり、20日9時に消滅した。
なお、速報値では最低気圧985hPaであったが、事後解析で980hPaに修正された。

### 台風9号（ミンドゥル）
201609・10W
8月16日頃に形成が始まった低圧部から、17日21時(協定世界時17日12時)に後述のJMA TD 21(のちの台風11号)と同時に発生。18日6時(協定世界時17日21時)にJTWCは熱帯低気圧番号10Wを付与した。
10Wは19日15時（協定世界時19日6時）にマリアナ諸島の北緯17度50分、東経141度50分で台風となり、アジア名ミンドゥル（Mindulle）と命名された。台風は発達しながら小笠原諸島から伊豆諸島に沿う形で北上し、暴風域を伴って22日12時30分頃に千葉県館山市付近に上陸。東北地方に大雨を降らせながら縦断したのち、23日6時頃に北海道の日高地方から再上陸して、同日12時（協定世界時23日3時）にオホーツク海の北緯46度、東経145度で温帯低気圧になった。

### 台風10号（ライオンロック）
201610・12W・ディンド
8月15日頃にウェーク島の北西海上で発生した低圧部が、16日21時(協定世界時16日12時)に熱帯低気圧に発達した。低気圧番号96Wを与えられている。合同台風警報センター（JTWC）は18日8時0分(協定世界時17日23時0分)にTCFA(熱帯低気圧形成警報)を発し、熱帯低気圧番号12Wを割り当てた。また、気象庁は19日に「発達する熱帯低気圧に関する情報」を出して警戒を促した。
12Wは当初は19日21時(協定世界時19日12時)に八丈島の東の北緯33度5分、東経141度25分で台風となったと発表されていたが、事後解析の結果21日21時(協定世界時21日12時)に四国沖の北緯29度10分、東経133度20分で台風となったと修正された。アジア名ライオンロック（Lionrock）と命名された。この事後解析により発生日時が台風11号と逆転することとなり、11号のほうが先に発生していた。また、発生地点も速報値から約900kmも変わったことになるという異例の事後解析結果となった。
台風は24日昼頃にフィリピンの監視領域に進入し、フィリピン大気地球物理天文局(PAGASA)によってフィリピン名ディンド（Dindo）と命名された。
北緯30度以上の海域で発生した台風としては最も長寿の台風であると速報値の段階では報道されていたが、事後解析で台風期間が丸2日間短くなったため従来の記録を破ることは出来なくなった上、そもそも北緯30度以上の海域で発生した台風ではなかったことになる。
台風は8月30日18時前に岩手県大船渡市付近に上陸。1951年に気象庁が統計を取り始めて以来初めて東北地方の太平洋側に上陸した台風となった。翌31日0時に温帯低気圧に変わった。

### 台風11号（コンパス）
201611・13W
8月16日頃に形成が始まった低圧部から、17日21時(協定世界時17日12時)に先述のTD 10W(のちの台風10号)と同時に発生。低気圧番号98Wを与えられている。気象庁では18日9時に消滅したのち、同日21時に再び熱帯低気圧に昇格したとしている。合同台風警報センター（JTWC）は19日8時（協定世界時18日23時）に熱帯低気圧形成警報を発し、熱帯低気圧番号13Wを割り当てた。また、気象庁は19日夜から20日早朝にかけて「発達する熱帯低気圧に関する情報」を発して警戒を促した。
13Wは20日9時（協定世界時20日0時）、日本の東の北緯32度40分、東経147度20分で台風となり、アジア名コンパス（Kompasu）と命名された。11号は東北地方に接近したのち本州東岸を北上して、21日23時過ぎに北海道釧路市付近に上陸。オホーツク海に抜けたのち、22日3時（協定世界時21日18時）に北緯45度、東経145度で温帯低気圧となった。7号に続き「本州等に上陸せず、北海道に直接上陸した台風」となり、このような台風が1年で複数発生したのは観測史上初となった。

### 台風12号（ナムセーウン）
201612・15W・エンテン
台湾の南の海上で発生した低気圧94Wに対して、気象庁は8月30日9時（協定世界時30日0時）に熱帯低気圧として観測を開始、31日午後から断続的に「発達する熱帯低気圧に関する情報」を発表して警戒を促した。94Wは9月1日9時（協定世界時1日0時）に沖縄の南の北緯23度50分、東経127度50分で台風となり、アジア名ナムセーウン（Namtheun）と命名された。同日、フィリピン大気地球物理天文局（PAGASA）はフィリピン名エンテン（Enteng）を命名している。
12号は2日9時（協定世界時2日0時）には「強い」台風となって南大東島に接近。進路を北寄りに変えて九州の西の海上を進み、5日1時（協定世界時4日16時）過ぎに、長崎県長崎市付近に上陸したのち、5日9時（協定世界時5日0時）に対馬近海の北緯34度00分、東経130度00分で熱帯低気圧に変わった。
台風は発生当初から強風域の半径がかなり小さく、最盛期でも70km前後であった。そのため、台風が近づくと急に雨風が強まるという特徴があった。強い勢力にまで発達したが、勢力が維持できず、九州の南に達したあたりで足早に衰弱した。
この台風で、1人が軽傷を負った。

### 台風13号（マーロウ）
201613
南西諸島の南の海上で発生した低気圧96Wに対して、気象庁は9月5日21時（協定世界時5日12時）に熱帯低気圧として観測を開始。5日夜から「発達する熱帯低気圧に関する情報」を発して警戒を促した。
速報値の時点では、熱帯低気圧は9月6日9時（協定世界時6日0時）に宮古島近海の北緯25度30分、東経124度50分で台風となり、9日3時（協定世界時8日18時）に東海道沖の北緯33度、東経137度で温帯低気圧になったとされていた。
アジア名マーロウ（Malou）と命名された。
気象庁の事後解析によれば、熱帯低気圧は9月6日15時（協定世界時6日6時）に東シナ海の北緯27.6度、東経126.8度で台風となり、台風は7日9時には北緯29.2度、東経130.3西度で熱帯低気圧に変わり、その日の21時には不明瞭になったとされている。

### 台風14号（ムーランティ）
201614・16W・フェルディー
グアム島の南方海上で発生した低気圧98Wが急速に発達したため、合同台風警報センター（JTWC）は9月7日14時30分（協定世界時7日5時30分）に熱帯低気圧形成警報（TCFA）を発して警戒を開始。気象庁は8日3時（協定世界時7日18時）に熱帯低気圧へと成長したと判断、JTWCは熱帯低気圧番号16Wを割り当てて警戒情報を発した。
16Wは10日15時（協定世界時10日6時）にフィリピンの東の北緯14度50分、東経139度10分で台風になり、アジア名ムーランティ（Meranti）と命名された。11日にはフィリピンの監視領域に入ったとして、フィリピン大気地球物理天文局（PAGASA）によってフィリピン名フェルディー（Ferdie）と命名されている。台風は急速に発達し、12日21時（協定世界時12日12時）には「猛烈な」台風へと成長した。
14号はバシー海峡を通過して、台湾南部に接近した後に中国の福建省廈門市近郊から上陸。各地に大きな被害をもたらし、15日21時（協定世界時15日12時）に華南で熱帯低気圧に変わった。
速報値の段階からピーク時は中心気圧890hPaと発表されていたが、事後解析の値でもピーク時の中心気圧は890hPaと解析されており、2013年の台風30号以来となる中心気圧900hPa未満到達は正式記録となった。

### 台風15号（ライ）
201615・19W
9月11日に南シナ海で発生した低気圧91Wが急速に発達。合同台風警報センター（JTWC）は12日に熱帯低気圧番号19Wを割り当てた。19Wは13日3時（協定世界時12日18時）、南シナ海の北緯15度20分、東経109度05分で台風になり、アジア名ライ（Rai）と命名された。
15号は殆ど発達せず、ベトナム中部に上陸したのち、13日15時（協定世界時13日6時）にラオスの北緯16度00分、東経106度00分で熱帯低気圧になった。

### 台風16号（マラカス）
201616・18W・ジェナー
9月9日に太平洋上で発生した低気圧90Wが次第に発達。合同台風警報センター（JTWC）は12日に熱帯低気圧番号18Wを割り当てた。18Wは13日3時（協定世界時12日18時）、フィリピンの東の北緯13度35分、東経139度30分で台風になり、アジア名マラカス(Malakas)と命名された。フィリピン大気地球物理天文局（PAGASA）は13日夜にフィリピン名ジェナー（Gener）と命名している。
16号はフィリピン海を北西に進んだ後、進路を北寄りに変えて台湾の東の海上を進み、東シナ海を東寄りに進んで「非常に強い」勢力のまま九州に接近、そのまま20日0時（協定世界時19日15時）過ぎに中心気圧945hPa・中心付近の最大風速45m/sの非常に強い勢力で鹿児島県の大隅半島から上陸したのち、「強い」台風へと若干勢力を弱めて四国南岸を東進し、21日13時30分（協定世界時21日4時30分）頃に紀伊半島の和歌山県田辺市付近から再上陸した。同日21時、東海道沖の北緯34度、東経138度で温帯低気圧に変わった（いずれも速報値）。
気象庁の事後解析によれば、20日0時（協定世界時19日15時）過ぎに鹿児島県の大隅半島から上陸する直前の中心気圧は955hPa、中心付近の最大風速は40m/sに修正されており、これは「強い勢力」である。速報値の段階では1993年の台風13号以来23年ぶりに「非常に強い勢力」で上陸したと報道されていたが、事後解析の値では上述の通り強い勢力での上陸となっており「23年ぶりの非常に強い勢力での上陸」は取り消される事となった。

### 台風17号（メーギー）
201617・20W・ヘレン
| 台風通過後の台北市内 |  | 台風通過後の台北市内 |
| 台風通過後の台北市内 |  |                      |

9月20日にチューク諸島で発生した低気圧96Wが次第に発達。合同台風警報センター（JTWC）は21日に熱帯低気圧形成警報（TCFA）を発した。気象庁では21日に熱帯低気圧へと成長したとしている。西進した96Wは23日9時（協定世界時23日0時）にマリアナ諸島の北緯15度40分、東経140度05分で台風になり、アジア名メーギー（Megi）と命名された。
17号は次第に勢力を強めながら北西方向に進み、25日3時（協定世界時24日18時）には「強い」台風へと成長。現地時間24日17時（協定世界時24日9時）にフィリピンの監視領域に達したため、フィリピン大気地球物理天文局（PAGASA）はフィリピン名ヘレン（Helen）を命名した。沖縄の南の海上に進んだ17号は25日21時（協定世界時25日12時）に「大型」の台風に、27日9時（協定世界時27日0時）には「非常に強い」勢力へと成長。与那国島で最大瞬間風速52.8メートルを観測するなど先島諸島の各地で暴風となった。17号は27日昼過ぎに台湾東部の花蓮県花蓮市に上陸し、死者4名のほか大きな被害を出したのち、28日未明に福建省泉州市に再上陸して死者1名、7万人余が被災した。17号は28日21時（協定世界時28日12時）に華南の北緯25度、東経116度で熱帯低気圧に変わった。
台湾などを中心に大きな被害を出したこの台風による死者の数は、合計で52人となった。

### 台風18号（チャバ）
201618・21W・イグメ
9月26日にウェーク島の西の海上で発生した低気圧98Wが次第に発達。合同台風警報センター（JTWC）は同日に熱帯低気圧形成警報（TCFA）を発した。気象庁は同日の段階で熱帯低気圧として観測を開始。熱帯低気圧は28日3時（協定世界時27日18時）にトラック諸島近海の北緯14度35分、東経150度05分で台風となったと発表されたが、事後解析で29日15時に発生したと修正された。アジア名チャバ（Chaba）と命名。18号は10月1日午前にフィリピンの監視領域に達し、フィリピン大気地球物理天文局（PAGASA）によってフィリピン名イグメ（Igme）と命名された。
18号は1日21時（協定世界時1日12時）にはフィリピンの東の海上を北西に進みながら「強い」勢力となり、2日9時（協定世界時2日0時）には「非常に強い」台風となり、3日15時（協定世界時3日6時）には久米島の南で北北西に進みながら915ヘクトパスカルの「猛烈な」勢力に発達。18時には中心気圧905ヘクトパスカルに達し、19時には沖縄本島地方に大雨、暴風、波浪、高潮の特別警報が発表された。
4日以降、18号は東シナ海を北進しながら若干勢力を弱めたが、進路を東寄りに変えて5日未明に韓国・済州島を直撃。台風は同日正午頃には釜山を直撃し、陸地まで押し寄せた波と大雨の影響で市内は冠水。5日夕方までに韓国本土を含めて死者5名・行方不明者1名などとなっている。また、長崎県対馬市厳原で10月の観測史上1位の最大瞬間風速39.2m/sを観測した。
その後台風は山陰地方などに暴風をもたらしながら日本海を東進し、5日21時に佐渡島の西の北緯38度、東経137度で温帯低気圧に変わった。

### 台風19号（アイレー）
201619・22W・ジュリアン
10月3日にグアム島の西の海上で発生した低気圧99Wが西進しながら次第に発達。フィリピン大気地球物理天文局（PAGASA）は現地時間5日5時（協定世界時4日21時）にフィリピン名ジュリアン（Julian）と命名した。
熱帯低気圧は6日3時（協定世界時5日18時）にバシー海峡の北緯19度55分、東経122度40分で台風となり、アジア名アイレー（Aere）と命名された。台風は南シナ海に進んでから少し複雑な動きを見せたのち、10日9時に北緯22度、東経118度で熱帯低気圧に変わった。
熱帯低気圧に変わってからは南シナ海を南下し、12日に低圧部に降格したが、翌日13日に再び熱帯低気圧に昇格した。一時台風として復活する可能性が示唆されていたが、ベトナムに上陸して勢力を弱めた。

### 台風20号（ソングダー）
201620・23W
10月4日、ウェーク島近海で発生した低気圧に対して低気圧番号94Cが割り当てられ、8日には合同台風警報センター（JTWC）が熱帯低気圧番号23Wを割り当てた。23Wは8日21時（協定世界時8日12時）に南鳥島近海の北緯19度50分、東経154度25分で台風となり、アジア名ソングダー（Songda）と命名された。
台風は13日15時に北緯40度、東経171度で温帯低気圧に変わった。温帯低気圧に変わった後消滅することなく16日午前にはアメリカ・カナダ国境付近の西海岸まで到達した。

### 台風21号（サリカー）
201621・24W・カレン

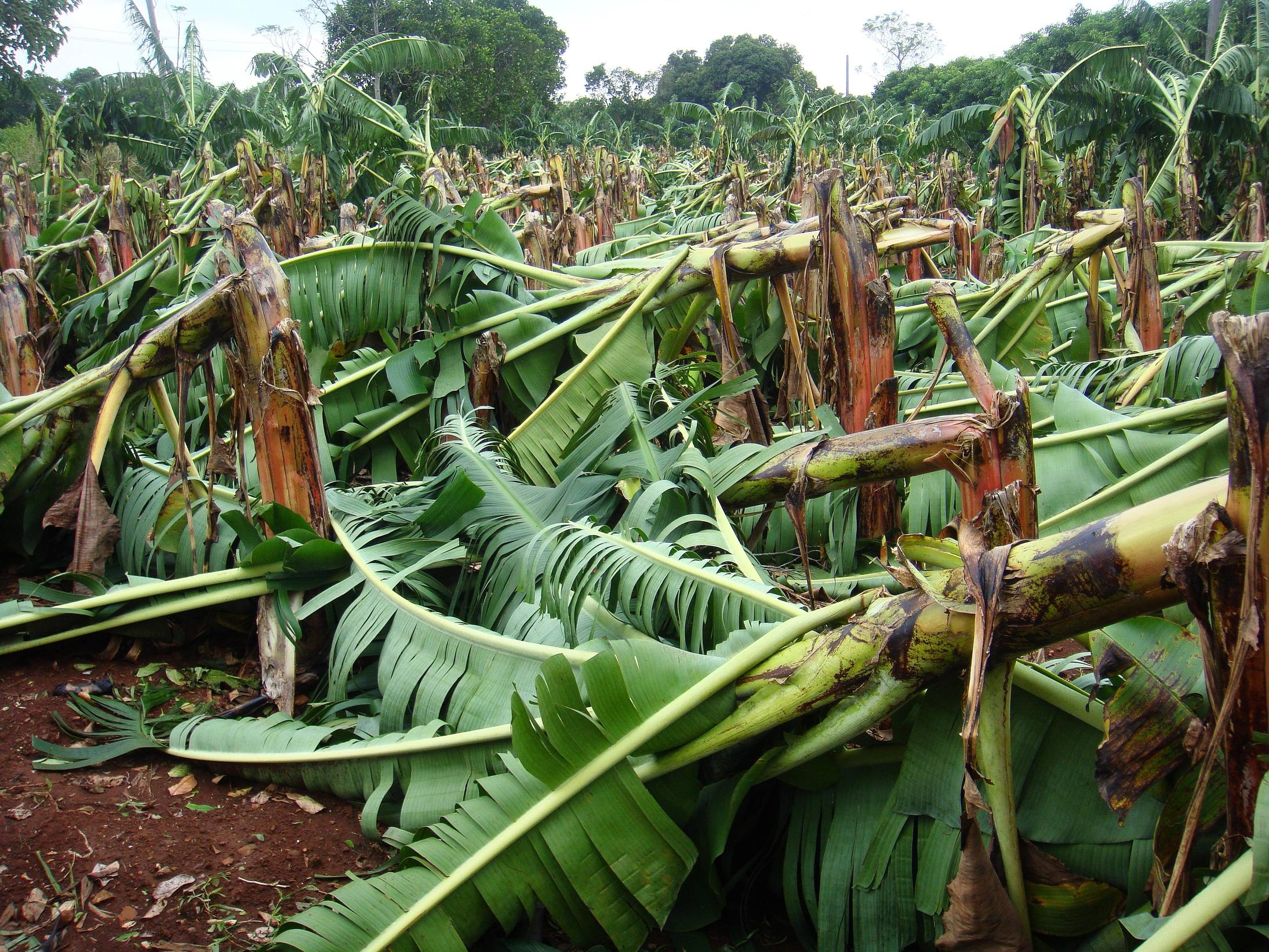
台風による作物被害

10月8日頃に形成が始まった低圧部93Wが、12日3時にフィリピンの東で熱帯低気圧となり、合同台風警報センター（JTWC）は熱帯低気圧番号24Wを付与。フィリピン大気地球物理天文局（PAGASA）は現地時間13日5時（協定世界時12日21時）にフィリピン名カレン（Karen）と命名した。24Wは13日21時（協定世界時13日12時）にフィリピンの東（北緯13度55分、東経128度25分）で台風となり、アジア名サリカー（Sarika）と命名された。16日3時30分（協定世界時15日18時30分）頃にフィリピンアウロラ州の州都バレルから上陸した。その後、中国に再上陸し、19日21時00分（協定世界時19日12時00分）ごろに華南（北緯22度00分、東経108度00分）で熱帯低気圧に変わった。
なお、この台風のアジア名「サリカー（Sarika）」は、この台風限りで使用中止となり、次順からは「トローセス（Trases）」というアジア名が使用されることになった。さらにこの台風のフィリピン名「カレン（Karen）」も同様に、この台風限りで使用中止となり、次順からは「クリスティーン（Kristine）」というフィリピン名が使用されることになった。

### 台風22号（ハイマー）
201622・25W・ラウィン
10月14日、カロリン諸島近海で発生し、合同台風警報センター（JTWC）は同日に熱帯低気圧形成警報（TCFA）を発した。15日に番号25Wを付与された熱帯低気圧は、同日9時（協定世界時15日0時）にカロリン諸島近海（北緯7度55分、東経144度20分）で台風となり、アジア名ハイマー（Haima）と命名。フィリピン大気地球物理天文局（PAGASA）は現地時間17日17時（協定世界時17日9時）にフィリピン名ラウィン（Lawin）と命名した。22号はフィリピンの東海上を西北西に進み、19日15時（協定世界時6時）に「大型で猛烈な」台風となった。その後、中国に上陸し、22日03時00分ごろに華中（北緯26度00分、東経115度00分）で熱帯低気圧に変わった。
この年に発生した台風の中で、最低気圧が900hPa以下となったものは台風1号と台風14号に続き3個目であるが、最低気圧が900hPa以下の台風が1年で3個以上発生したのは、1983年以来33年ぶりであった（複数発生したのも1991年以来25年ぶり）。
この台風はフィリピンや中国などに被害をもたらし、合計で19人の死者を出した。
なお、この台風のアジア名「ハイマー（Haima）」は、この台風限りで使用中止となり、次順からは「ムーラン（Mulan）」というアジア名が使用されることになった。さらにこの台風のフィリピン名「ラウィン（Lawin）」も同様に、この台風限りで使用中止となり、次順からは「リオン（Leon）」というフィリピン名が使用されることになった。

### 台風23号（メアリー）
201623・26W
10月30日にグアム島の南で発生した低気圧90Wが次第に発達。合同台風警報センター（JTWC）は11月2日に熱帯低気圧形成警報（TCFA）を発し、3日6時（協定世界時2日21時）に熱帯低気圧番号26Wを割り当てた。26Wは3日9時（協定世界時3日0時）にフィリピンの東の北緯13.3度、東経137.3度で台風となり、アジア名メアリー（Meari）と命名された。

当初西寄りの進路を取ったが、3日以降はマリアナ諸島の西の海上を北東寄りに進み、6日には小笠原諸島近海に接近。7日15時（協定世界時7日6時）に小笠原近海の北緯28.3度、東経147.5度で温帯低気圧に変わった。

### 台風24号（マーゴン）
201624・27W
11月8日にグアム島の東のクェゼリン環礁付近で発生した低気圧95Wが西に進みながら次第に発達。合同台風警報センター（JTWC）は9日12時（協定世界時9日3時）に熱帯低気圧形成警報（TCFA）を発し、10日9時（協定世界時10日0時）に熱帯低気圧番号27Wを割り当てた。27Wは同日9時（協定世界時10日0時）に南鳥島近海の北緯16.9度、東経156.9度で台風となり、アジア名マーゴン（Ma-on）と命名された。しかし台風はほとんど発達せず、12日9時（協定世界時12日0時）には小笠原諸島近海の北緯20.8度、東経145.5度で熱帯低気圧になった。

### 台風25号（トカゲ）
201625・29W・マルセ
11月22日にパラオの東南東の海上で発生した低気圧98Wが西に進みながら次第に発達。フィリピンの東の海上に接近した低気圧に対してフィリピン大気地球物理天文局（PAGASA）は現地時間23日17時（協定世界時23日9時）にフィリピン名マルセ（Marce）と命名。気象庁は24日9時（協定世界時24日0時）以降、熱帯低気圧として観測を開始。合同台風警報センター（JTWC）は24日12時30分（協定世界時24日3時30分）に熱帯低気圧形成警報（TCFA）を発して、熱帯低気圧番号29Wを割り当てた。29Wは25日21時（協定世界時25日12時）にスールー海の北緯11.7度、東経120.7度で台風となり、アジア名トカゲ（Tokage）と命名された。
スールー海を西進したのち南シナ海を北上した台風は、28日9時（協定
世界時28日0時）に北緯17.1度、東経118.7度で熱帯低気圧になった。

### 台風26号（ノックテン）
201626・30W・ニナ
12月20日にグアム島の南で発生した低気圧92Wが西に進みながら急速に発達。合同台風警報センター（JTWC）は21日21時（協定世界時21日12時）に熱帯低気圧番号30Wを割り当てた。30Wは22日3時（協定世界時21日18時）にカロリン諸島近海の北緯7度35分、東経140度05分で台風となり、アジア名ノックテン（Nock-ten）と命名された。西進した26号は23日にフィリピンの監視領域に達し、フィリピン大気地球物理天文局（PAGASA）は現地時間23日5時（協定世界時22日21時）にフィリピン名ニナ（Nina）と命名した。23日15時からの24時間で中心気圧が55hPa低下して、中心気圧915hPaの非常に強い勢力となった26号は、現地時間25日18時30分（協定世界時25日10時30分）にカタンドゥアネス島に上陸。フィリピンを横断し、28日3時（協定世界時27日18時）に南シナ海（北緯13度、東経115度）で熱帯低気圧に変わった。

12下旬の台風が中心気圧915hPaにまで発達したのは、2001年の台風25号以来15年ぶりであった。

## 各台風名

PAGASAの熱帯低気圧監視エリア

順番はアジア名「ダムレイ」が1とされている。またフィリピン名は、熱帯低気圧が監視エリアに入ったとき、フィリピン大気地球物理天文局（PAGASA）が命名するものである。
| 台風       | アジア名 | アジア名 | アジア名       | アジア名                   | アジア名     | フィリピン名 | フィリピン名 |
| 台風       | 順番     | 名称     | 読み           | 意味・由来                 | 命名国・地域 | 名称         | 読み         |
| ---------- | -------- | -------- | -------------- | -------------------------- | ------------ | ------------ | ------------ |
| 1号(1601)  | 93       | Nepartak | ニパルタック   | 有名な戦士の名前           | ミクロネシア | Butchoy      | ブッチョイ   |
| 2号(1602)  | 94       | Lupit    | ルピート       | 冷酷な                     | フィリピン   | -            | -            |
| 3号(1603)  | 95       | Mirinae  | ミリネ         | 天の川                     | 韓国         | -            | -            |
| 4号(1604)  | 96       | Nida     | ニーダ         | 女性の名前                 | タイ         | Carina       | カリナ       |
| 5号(1605)  | 97       | Omais    | オーマイス     | 徘徊                       | アメリカ     | -            |              |
| 6号(1606)  | 98       | Conson   | コンソン       | 歴史的な観光地の名前       | ベトナム     | -            | -            |
| 7号(1607)  | 99       | Chanthu  | チャンスー     | 花の名前                   | カンボジア   | -            | -            |
| 8号(1608)  | 100      | Dianmu   | ディアンムー   | 雷の母                     | 中国         | -            | -            |
| 9号(1609） | 101      | Mindulle | ミンドゥル     | たんぽぽ                   | 北朝鮮       | -            | -            |
| 10号(1610) | 102      | Lionrock | ライオンロック | 山の名前                   | 香港         | Dindo        | ディンド     |
| 11号(1611) | 103      | Kompasu  | コンパス       | コンパス座                 | 日本         | -            | -            |
| 12号(1612) | 104      | Namtheun | ナムセーウン   | 川の名前                   | ラオス       | Enteng       | エンテン     |
| 13号(1613) | 105      | Malou    | マーロウ       | 瑪瑙                       | マカオ       | -            | -            |
| 14号(1614) | 106      | Meranti  | ムーランティ   | 木の名前                   | マレーシア   | Ferdie       | フェルディー |
| 15号(1615) | 107      | Rai      | ライ           | ヤップ島の石の貨幣         | ミクロネシア | -            | -            |
| 16号(1616) | 108      | Malakas  | マラカス       | 強い                       | フィリピン   | Gener        | ジェナー     |
| 17号(1617) | 109      | Megi     | メーギー       | 魚                         | 韓国         | Helen        | ヘレン       |
| 18号(1618) | 110      | Chaba    | チャバ         | ハイビスカス               | タイ         | Igme         | イグメ       |
| 19号(1619) | 111      | Aere     | アイレー       | 嵐                         | アメリカ     | Julian       | ジュリアン   |
| 20号(1620) | 112      | Songda   | ソングダー     | 北西ベトナムにある川の名前 | ベトナム     | -            | -            |
| 21号(1621) | 113      | Sarika   | サリカー       | さえずる鳥                 | カンボジア   | Karen        | カレン       |
| 22号(1622) | 114      | Haima    | ハイマー       | タツノオトシゴ             | 中国         | Lawin        | ラウィン     |
| 23号(1623) | 115      | Meari    | メアリー       | やまびこ                   | 北朝鮮       | -            | -            |
| 24号(1624) | 116      | Ma-on    | マーゴン       | 山の名前（馬の鞍）         | 香港         | -            | -            |
| 25号(1625) | 117      | Tokage   | トカゲ         | とかげ座                   | 日本         | Marce        | マルセ       |
| 26号(1626) | 118      | Nock-ten | ノックテン     | 鳥                         | ラオス       | Nina         | ニナ         |

## 気象庁が「台風」に分類しなかった熱帯低気圧
熱帯低気圧番号（○○W）は、合同台風警報センター（JTWC）が熱帯低気圧と認めたものに付与し、同機関をはじめ海外の各気象機関で用いられる。フィリピン大気地球物理天文局（PAGASA）がフィリピン名を命名している場合、フィリピン名も併記。また、熱帯低気圧番号がない場合も、気象庁が熱帯低気圧としたものを以下、単に「TD」と示す。

### TD 01W
5月25日に海南島の東の海上の南シナ海で形成が始まった熱帯擾乱90Wが急速に成長したため、合同台風警報センター（JTWC）は25日21時（協定世界時26日5時）に熱帯低気圧形成警報（TCFA）を発令、気象庁は日本時間26日朝までに熱帯低気圧に成長したと見なして観測を開始した。
熱帯低気圧は南シナ海を北西に進んだため、香港天文台はシグナルNo.1を発した。熱帯低気圧は27日夕方に中国・広東省の陽江市付近から上陸したのち、弱体化して28日に消滅した。

なお、JTWCの事後解析で熱帯低気圧の基準を満たしていることが判明したため、熱帯低気圧番号01Wが割り当てられた。

### JMA TD 2
6月23日15時に南シナ海で発生した熱帯低気圧について、気象庁は台風になる可能性があるとして観測を始めた。しかし南シナ海でほぼ停滞していた熱帯低気圧は勢力を強めることはなく、25日21時に気象庁は台風への発達の可能性を示さなくなり、6時間後の26日3時に低圧部となった。

### TD（アンボ）
6月23日にパラオ近海で形成が始まった大気変動について、合同台風警報センター（JTWC）は監視を開始し、気象庁も24日9時（協定世界時24日0時）には低気圧へと成長したとして観測を開始。低気圧には25日に低気圧番号97Wが割り振られた。
97Wはフィリピンに接近しながら次第に勢力を強め、JTWCは26日9時（協定世界時26日0時）にTCFA（熱帯低気圧形成警報）を発し、気象庁も同時刻に熱帯低気圧に格上げした。フィリピン大気地球物理天文局(PAGASA)は現地時間の同日11時30分（協定世界時3時30分）にフィリピン名アンボ（Ambo）と命名して監視を開始、17時にはルソン島の各地に対してシグナル1を発令した。熱帯低気圧は26日夜にルソン島に上陸したのち南シナ海へと抜け、PAGASAは上陸後に低気圧へと弱体化したとして27日2時（協定世界時26日18時）に観測を終了。気象庁では27日21時まで観測を継続していた。熱帯低気圧は20ノット程の速度で南シナ海を進み、28日9時頃に華南に上陸した後、同日夜に消滅した。

### TD 03W
7月10日にカロリン諸島近海で形成が始まった91Wは7月14日21時（協定世界時14日12時）に気象庁は低圧部として観測が開始した。7月15日9時（協定世界時15日0時）に低圧部が発達したと見られ熱帯低気圧に昇格したが、翌日9時（協定世界時16日0時）には低圧部に降格となった。この低圧部はフィリピンの東を北西に進みながら17日9時（協定世界時17日0時）には再び熱帯低気圧に昇格。同日13時（協定世界時17日4時）に合同台風警報センター（JTWC）は熱帯低気圧形成警報（TCFA）を発令、17日19時（協定世界時17日10時）に熱帯低気圧番号03Wを割り当てたが、成長する可能性が低いとして18日0時（協定世界時17日15時）には情報提供を終了した。その後熱帯低気圧は18日頃沖縄に接近後、20日頃九州南部に接近し、局地的な大雨をもたらした。また、熱帯低気圧の影響は台湾にも及んだ。そして同日21時、熱帯低気圧は消滅した。

### JMA TD 08
7月28日3時(協定世界時27日18時)、沖縄の東海上で発生した。しかし熱帯低気圧は非常に弱く、殆ど発達は見られず同日9時には消滅している。

### JMA TD 12
8月6日18時(協定世界時6日9時)、沖縄の南で発生し、東シナ海を北西進した。

### JMA TD 14
8月10日9時(協定世界時10日0時)、沖縄の南で発生して台湾方面へ西進した。

### JMA TD 16
8月13日3時(協定世界時12日18時)、台湾近海で発生した。

### JMA TD 18
8月16日9時(協定世界時16日0時)、トンキン湾で発生した。同日21時に消滅した。

### TD 14W
8月21日にグアム島の南東海上で発生した低気圧90Wが次第に発達、合同台風警報センター（JTWC）は23日15時（協定世界時23日6時）に熱帯低気圧番号14Wを割り当てて、警戒を開始したが、25日9時に消滅した。

### JMA TD 23
8月23日頃に南シナ海で発生した低圧部が、24日15時に熱帯低気圧に昇格するも、同日21時に消滅した。

### JMA TD 24
8月24日15時、TD 14Wの北で発生し、同日21時に消滅した。

### TD
8月25日から26日にかけて南シナ海に存在していた低圧部が、25日15時に一時的に熱帯低気圧として解析された。
8月27日9時、南シナ海で発生し、同日21時に消滅した。
8月30日9時、日本の遙か東海上で発生。31日15時に停滞前線に吸収され、温帯低気圧に変わった。

### TD 17W
9月10日、日本の東で形成が始まった擾乱について、合同台風警報センター（JTWC）は熱帯低気圧形成警報（TCFA）を発し、監視を開始。11日12時には熱帯低気圧になったとして、熱低番号17Wを付与したが、気象庁はこれを熱帯低気圧ではなく、普通の低気圧としていた。12日3時に停滞前線に吸収され、不明瞭になった。
なお、事後解析済みの天気図では熱帯低気圧に修正された。

### TD
中央太平洋で発生した熱帯擾乱95Cが10月15日21時、日付変更線を超えて気象庁の監視エリアに入ったが、翌日9時に天気図から消滅した。

10月26日ごろに日付変更線付近で形成した熱帯擾乱99Wについて、気象庁は11月1日9時にマリアナ諸島の東で低圧部から熱帯低気圧に昇格した。

11月3日9時、南シナ海で発生した。

### TD 28W
11月10日、マーシャル諸島で形成が始まった熱帯擾乱が発達して11日9時（世界協定時11日0時）には合同台風警報センター（JTWC）が熱帯低気圧番号28Wを割り当てた。

### TD
南シナ海で発生した低圧部について、気象庁は12月10日に低圧部から熱帯低気圧に昇格したが、
あまり発達せず、13日にベトナム上陸したのち低圧部に弱体化された。

12月27日、カロリン諸島で発生したが、発達せずに消滅した。

## 各熱帯低気圧の影響
| 台風・ 熱帯低気圧                | 期間               | 大きさ・強さ     | 階級 | 最大風速     | 最低気圧 | 被害(接近)地域                                             | 被害額 (百万ドル) | 死者数(人) | 出典                                 |
| -------------------------------- | ------------------ | ---------------- | ---- | ------------ | -------- | ---------------------------------------------------------- | ----------------- | ---------- | ------------------------------------ |
| TD 01W                           | 5月26日〜5月28日   | -                | TD   | 15m/s(30kt)  | 998hPa   | 華南                                                       | -                 | -          |                                      |
| TD 01W                           | 5月26日〜5月28日   | -                | TD   | 30kt         | -        | 華南                                                       | -                 | -          |                                      |
| TD                               | 6月23日〜6月26日   |                  | TD   | 15m/s(30kt)  | 1006hPa  | フィリピン、ベトナム                                       | -                 | -          |                                      |
| TD (Ambo)                        | 6月26日〜6月28日   |                  | TD   | 15m/s(30kt)  | 1004hPa  | フィリピン、華南                                           | -                 | -          |                                      |
| 台風1号 1601 (Nepartak, Butchoy) | 7月2日〜7月10日    | 猛烈な           | STY  | 55m/s(110kt) | 900hPa   | カロリン諸島、マリアナ諸島、フィリピン、日本、台湾、華東   | 1,520             | 86         | [ 23 ] [ 25 ] [ 12 ] [ 272 ] [ 273 ] |
| TD 03W                           | 7月15日〜7月20日   | -                | TD   | 不明         | 1006hPa  | 日本                                                       | -                 | -          |                                      |
| 台風2号 1602 (Lupit)             | 7月22日〜7月25日   | -                | TS   | 20m/s(40kt)  | 1000hPa  | -                                                          | -                 | -          | [ 30 ] [ 272 ] [ 274 ]               |
| 台風3号 1603 (Mirinae)           | 7月25日〜7月29日   | -                | STS  | 30m/s(55kt)  | 980hPa   | 華南、ベトナム、ラオス、タイ                               | 289               | 5          |                                      |
| TD                               | 7月28日〜7月28日   | -                | TD   | 不明         | 1006hPa  | -                                                          | -                 | -          |                                      |
| TD                               | 7月28日〜7月29日   | -                | TD   | 不明         | 1008hPa  | -                                                          | -                 | -          |                                      |
| 台風4号 1604 (Nida, Carina)      | 7月28日〜8月3日    | -                | STS  | 30m/s(60kt)  | 975hPa   | フィリピン、台湾、華南、ベトナム                           | 89                | 4          |                                      |
| 台風5号 1605 (Omais)             | 8月3日〜8月10日    | 大型             | STS  | 30m/s(60kt)  | 975hPa   | マリアナ諸島、日本、ロシア                                 | -                 | -          |                                      |
| TD                               | 8月6日〜8月9日     |                  | TD   | 不明         | 998hPa   | 日本、華東                                                 | -                 | -          |                                      |
| 台風6号 1606 (Conson)            | 8月7日〜8月15日    | -                | TS   | 23m/s(45kt)  | 985hPa   | 日本、ロシア                                               | -                 | -          |                                      |
| TD                               | 8月10日〜8月12日   | -                | TD   | 不明         | 1000hPa  | 日本、台湾、華東                                           | -                 | -          |                                      |
| 台風7号 1607 (Chanthu)           | 8月11日〜8月18日   | -                | STS  | 30m/s(55kt)  | 980hPa   | マリアナ諸島、日本、ロシア                                 | -                 | -          |                                      |
| TD                               | 8月13日〜8月13日   |                  | TD   | 不明         | 1000hPa  | 台湾                                                       | -                 | -          |                                      |
| 台風8号 1608 (Dianmu)            | 8月15日〜8月20日   | -                | TS   | 20m/s(40kt)  | 980hPa   | 華南、ベトナム、ラオス、ミャンマー、バングラデシュ         | 6.9               | 9          |                                      |
| TD                               | 8月16日〜8月16日   |                  | TD   | 不明         | 996hPa   | 華南、ベトナム                                             | -                 | -          |                                      |
| 台風9号 1609 (Mindulle)          | 8月17日〜8月23日   | 強い             | TY   | 35m/s(65kt)  | 975hPa   | マリアナ諸島、日本                                         | 不明              | 2          |                                      |
| 台風10号 1610 (Lionrock, Dindo)  | 8月17日〜8月31日   | 大型・非常に強い | TY   | 45m/s(90kt)  | 940hPa   | 日本                                                       | 263               | 163        |                                      |
| 台風11号 1611 (Kompasu)          | 8月17日〜8月22日   | -                | TS   | 18m/s(35kt)  | 994hPa   | 日本                                                       | -                 | 1          |                                      |
| TD 14W                           | 8月23日〜8月25日   |                  | TD   | 15m/s(30kt)  | 1000hPa  | マリアナ諸島                                               | -                 | -          |                                      |
| TD                               | 8月24日〜8月24日   |                  | TD   | 不明         | 1000hPa  | -                                                          | -                 | -          |                                      |
| TD                               | 8月24日〜8月24日   |                  | TD   | 不明         | 1002hPa  | -                                                          | -                 | -          |                                      |
| TD                               | 8月25日〜8月25日   |                  | TD   | 不明         | 1000hPa  | -                                                          | -                 | -          |                                      |
| TD                               | 8月27日〜 8月27日  |                  | TD   | 不明         | 1006hPa  | -                                                          | -                 | -          |                                      |
| TD                               | 8月30日〜8月31日   |                  | TD   | 不明         | 1004hPa  | -                                                          | -                 | -          |                                      |
| 台風12号 1612 (Namtheun, Enteng) | 8月30日〜9月6日    | 強い             | TY   | 35m/s(70kt)  | 955hPa   | 日本                                                       | -                 | -          |                                      |
| 台風13号 1613 (Malou)            | 9月5日〜9月9日     | -                | TS   | 20m/s(40kt)  | 1000hPa  | 日本                                                       | -                 | -          |                                      |
| 台風14号 1614 (Meranti, Ferdie)  | 9月8日〜9月16日    | 猛烈な           | STY  | 60m/s(120kt) | 890hPa   | マリアナ諸島、フィリピン、台湾、日本                       | 2,630             | 30         |                                      |
| TD 17W                           | 9月11日〜9月12日   | -                | TD   | 不明         | 1010hPa  | -                                                          | -                 | -          |                                      |
| 台風15号 1615 (Rai)              | 9月11日〜9月13日   | -                | TS   | 18m/s(35kt)  | 996hPa   | ベトナム、カンボジア、ラオス、タイ                         | 37.3              | 12         |                                      |
| 台風16号 1616 (Malakas, Gener)   | 9月12日〜9月21日   | 非常に強い       | TY   | 50m/s(95kt)  | 930hPa   | マリアナ諸島、日本                                         | 不明              | 1          |                                      |
| 台風17号 1617 (Megi, Helen)      | 9月23日〜9月29日   | 大型・非常に強い | TY   | 45m/s(85kt)  | 945hPa   | マリアナ諸島、フィリピン、台湾、日本、中国                 | 945               | 24         | [ 275 ]                              |
| 台風18号 1618 (Chaba)            | 9月25日〜10月5日   | 猛烈な           | STY  | 60m/s(115kt) | 905hPa   | マリアナ諸島、日本、韓国                                   | 18.3              | 7          | [ 276 ]                              |
| 台風20号 1620 (Songda)           | 10月4日〜10月13日  | 非常に強い       | STY  | 50m/s(100kt) | 925hPa   | -                                                          | -                 | -          |                                      |
| 台風19号 1619 (Aere, Julian)     | 10月4日〜10月14日  | -                | STS  | 30m/s(60kt)  | 975hPa   | フィリピン、台湾、華南、ベトナム、ラオス、カンボジア、タイ | 莫大              | 1          |                                      |
| 台風21号 1621 (Sarika, Karen)    | 10月12日〜10月19日 | 非常に強い       | TY   | 50m/s(95kt)  | 935hPa   | フィリピン                                                 | -                 | -          |                                      |
| 台風22号 1622 (Haima)            | 10月14日〜10月22日 | 大型・猛烈な     | STY  | 60m/s(115kt) | 900hPa   | カロリン諸島                                               | -                 | -          |                                      |
| TD                               | 10月15日〜10月16日 | -                | TD   | 不明         | 1008hPa  | -                                                          | -                 | -          |                                      |
| 台風23号 1623 (Meari)            | 10月31日〜11月7日  | 強い             | TY   | 40m/s(75kt)  | 960hPa   | -                                                          | -                 | -          | [ 277 ]                              |
| TD                               | 11月1日〜11月4日   | -                | TD   | 15m/s(30kt)  | 1000hPa  | -                                                          | -                 | -          |                                      |
| TD                               | 11月3日〜11月6日   | -                | TD   | 不明         | 1004hPa  | -                                                          | -                 | -          |                                      |
| 台風24号 1624 (Ma-on)            | 11月19日〜11月13日 | -                | TS   | 18m/s(35kt)  | 1002hPa  | -                                                          | -                 | -          | [ 218 ]                              |
| TD 28W                           | 11月10日〜11月12日 | -                | TD   | 不明         | 1008hPa  | -                                                          | -                 | -          |                                      |
| 台風25号 1625 (Tokage, Marce)    | 11月24日〜11月28日 | -                | STS  | 25m/s(50kt)  | 992hPa   | -                                                          | -                 | -          | [ 225 ]                              |
| TD                               | 12月10日〜12月14日 | -                | TD   | 不明         | 1004hPa  | -                                                          | -                 | -          |                                      |
| 台風26号 1626 (Nock-ten)         | 12月21日〜12月29日 | 猛烈な           | STY  | 55m/s(105kt) | 915hPa   | フィリピン                                                 | 不明              | 不明       |                                      |
| TD                               | 12月27日〜12月27日 | -                | TD   | 不明         | 1004hPa  | -                                                          | -                 | -          |                                      |
| 計49個                           | 5月26日〜12月29日  | -                | -    | 60m/s(120kt) | 890hPa   | -                                                          | 5,800             | 345        |                                      |

- 「期間」は熱帯低気圧として存命した期間を表す。台風が熱帯低気圧に変わった場合、熱低化から消滅までの期間も含む。
- 「階級」は気象庁が示す国際分類で、TD=トロピカル・デプレッション、TS=トロピカル・ストーム、STS=シビア・トロピカル・ストーム、TY=タイフーンである。STY=スーパータイフーンは、合同台風警報センター（JTWC）の分類で、タイフーンのうち最大風速が130kt（約65m/s、1分間平均）以上のもの。
- 出典について、気象庁の台風資料は事後解析が完了するまで示さない。
- 台風19号と台風20号は順番が前後しているが、熱帯低気圧として先に発生した20号を上に示している。